# Karczmy
Karczmy [pronunciación en polaco: /ˈkart͡ʂmɨ/] es un pueblo ubicado en el distrito administrativo de Gmina Zelów, dentro del Distrito de Bełchatów, Voivodato de Łódź, en Polonia central. Se encuentra aproximadamente a 8 kilómetros al noreste de Zelów, a 19 kiolómetros al norte de Bełchatów, y  a 32 kilómetros al suroeste de la capital regional Łódź.